# Bororo
Bororo är en sydamerikansk urfolkstam i mellersta Mato Grosso i Brasilien.

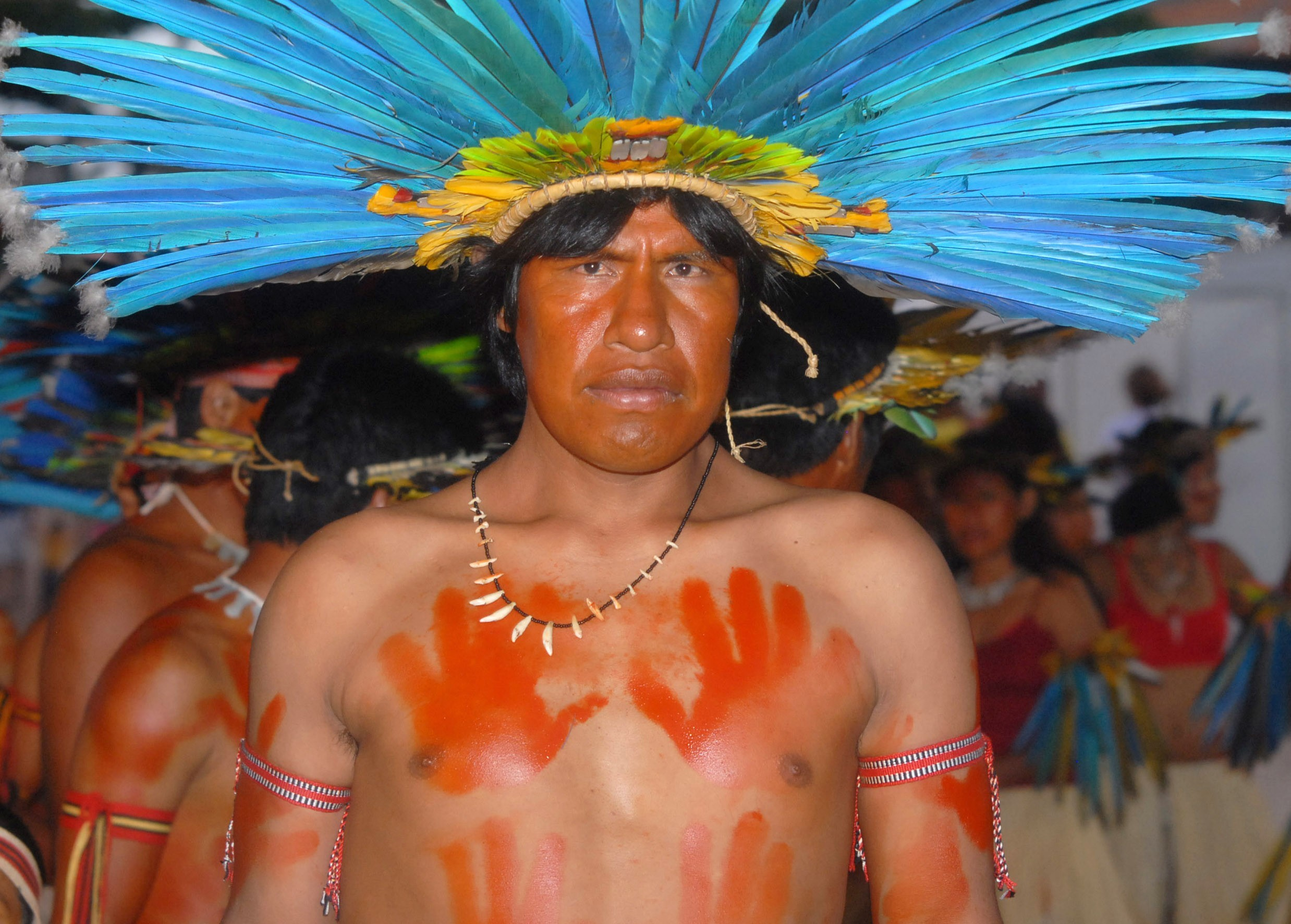
En Boroman från Mato Grosso 2007.

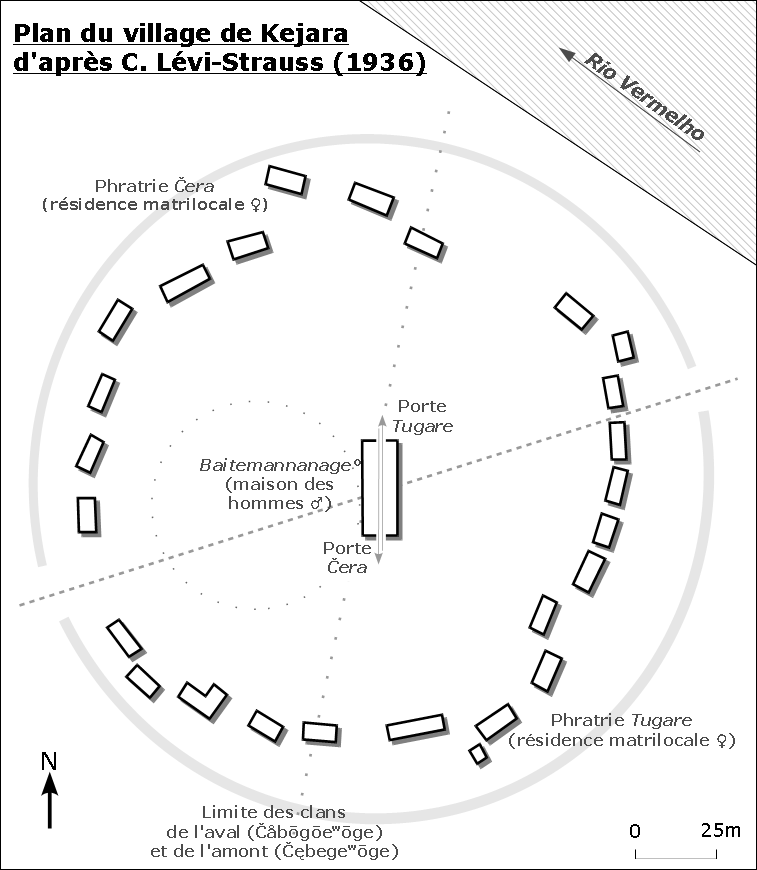
Plan över en Bororo by 1936 av antropologen Claude Lévi-Strauss.

Traditionellt har de levt som nomadiska jägare. De jagar främst med pilbåge, åkerbruk och keramik var okända inom kulturen vid européernas ankomst till Amerika. Deras traditionella bostäder består av enkla hyddor bestående av höga sadeltak direkt på marken. Männen gick nakna så när som på penisfodral och bar vid festliga tillfällen ståtliga fjäderprydnader. Kvinnorna bar en barktygsgördel. Hos bororo bor de ogifta männen i sett särskilt ungkarlshus. I de gifta männens klubbhus planläggs jaktturer och firas.